# Fileteado

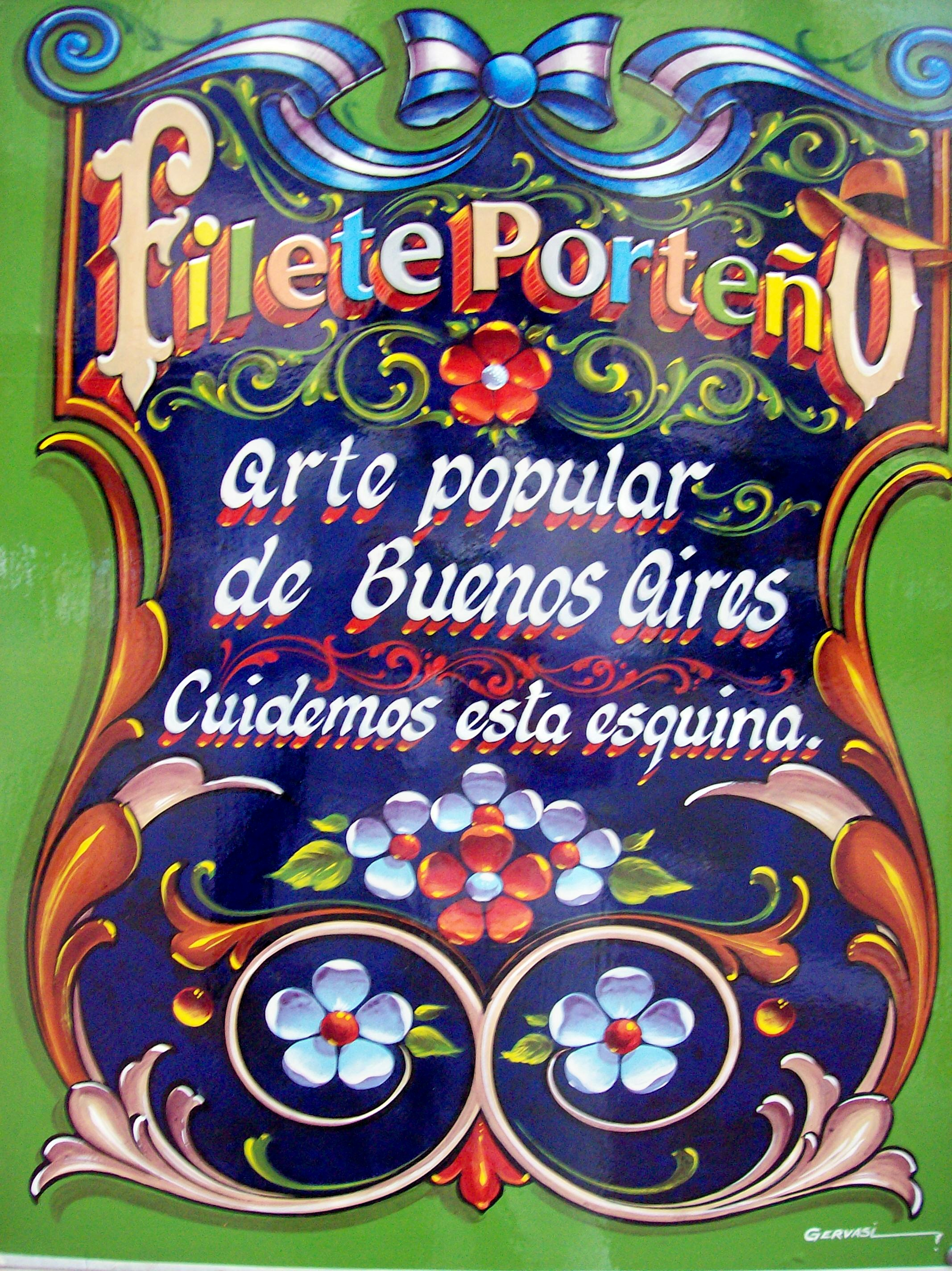
Cedule ve stylu fileteado

Fileteado nebo také Filete porteño je styl užitého umění spojený s argentinským hlavním městem Buenos Aires. Používá se zde např. ke zdobení vývěsních štítů, karosérií automobilů nebo domovních fasád. K jeho charakteristickým vlastnostem patří používání pestrých barev, gotické písmo, bohaté ornamenty zpravidla rostlinného původu, důraz na symetrii a maximální využití volné plochy. Častými náměty jsou portréty slavných osobností (např. zpěvák tanga Carlos Gardel) a různé rázovité průpovídky v místním dialektu lunfardo.
Fileteado vzniklo koncem devatenáctého století v prostředí přistěhovalců z Itálie, který začali kvůli reklamě zdobit své povozy rozvážející potraviny nápadnými malbami. Na tuto činnost se specializovali umělci zvaní „fileteadores“, kteří se po zavedení motorizace přeorientovali na autobusy a nákladní automobily a jejich výtvory se staly součástí městského koloritu.
V roce 2015 bylo fileteado zařazeno na seznam Mistrovská díla ústního a nehmotného dědictví lidstva. Den fileteada se slaví 14. září, protože toho dne byla v roce 1970 zahájena v Buenos Aires první specializovaná výstava, která přispěla k uznání této techniky jako uměleckého žánru.

## Galerie

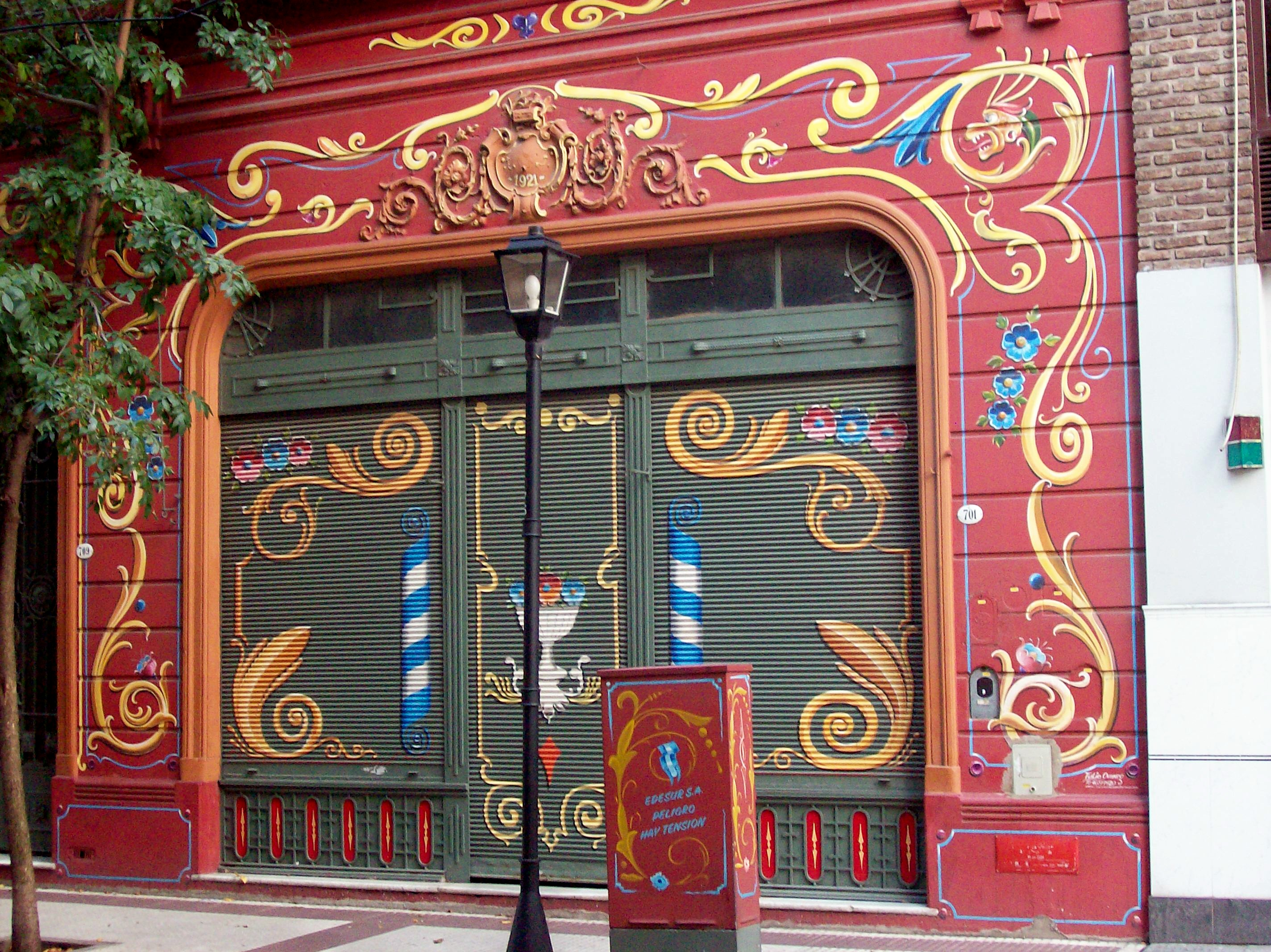
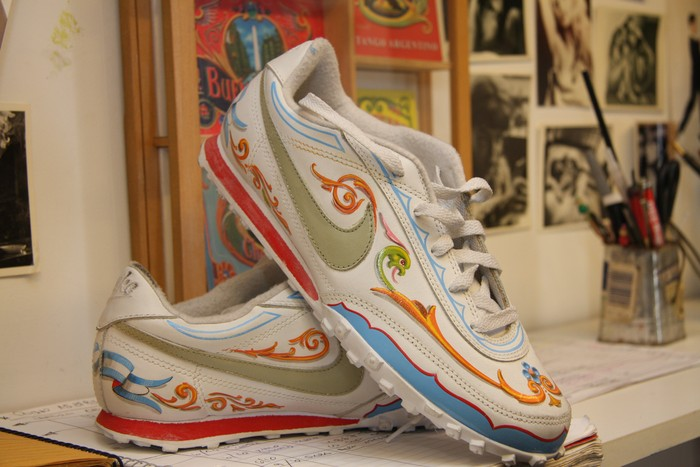
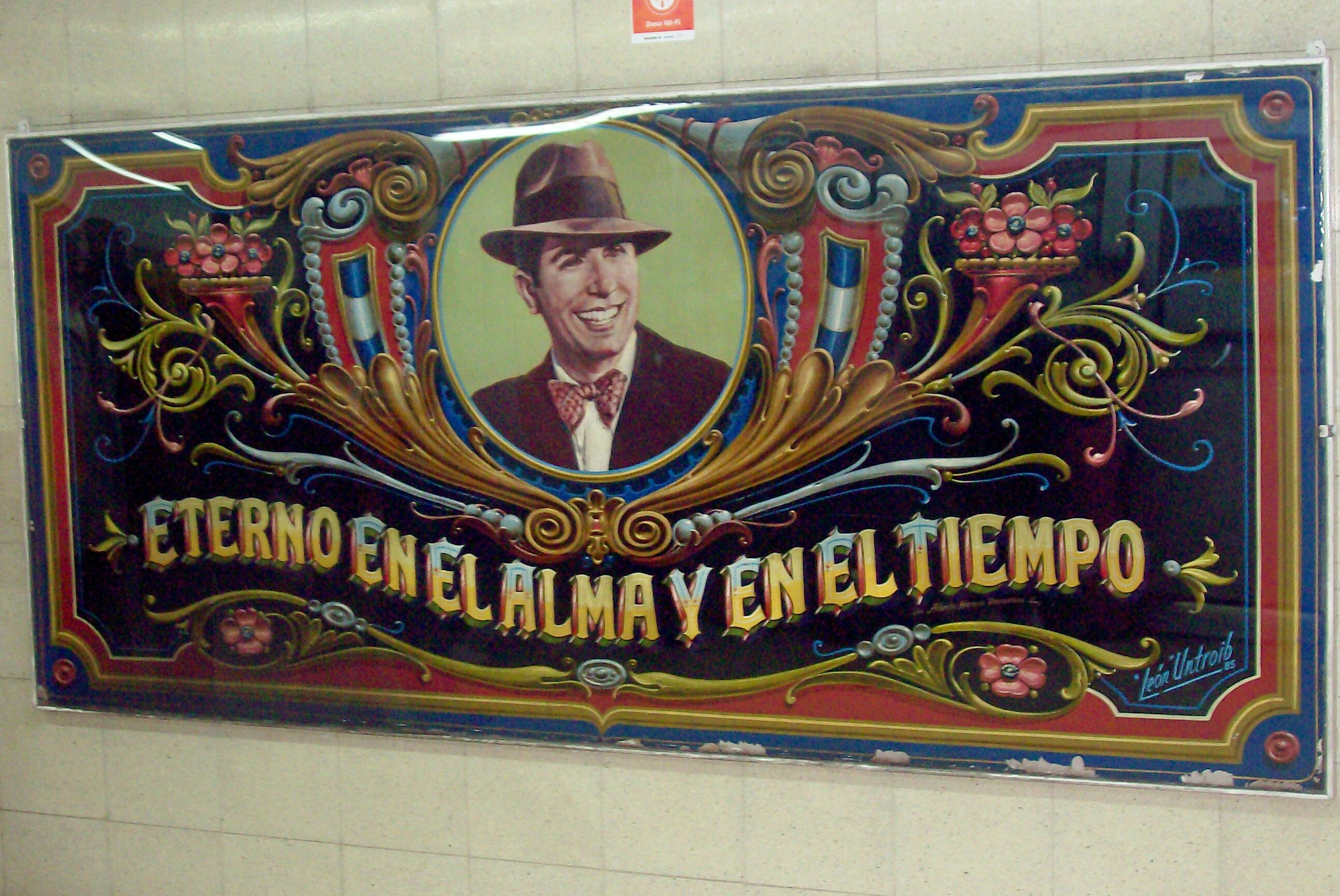
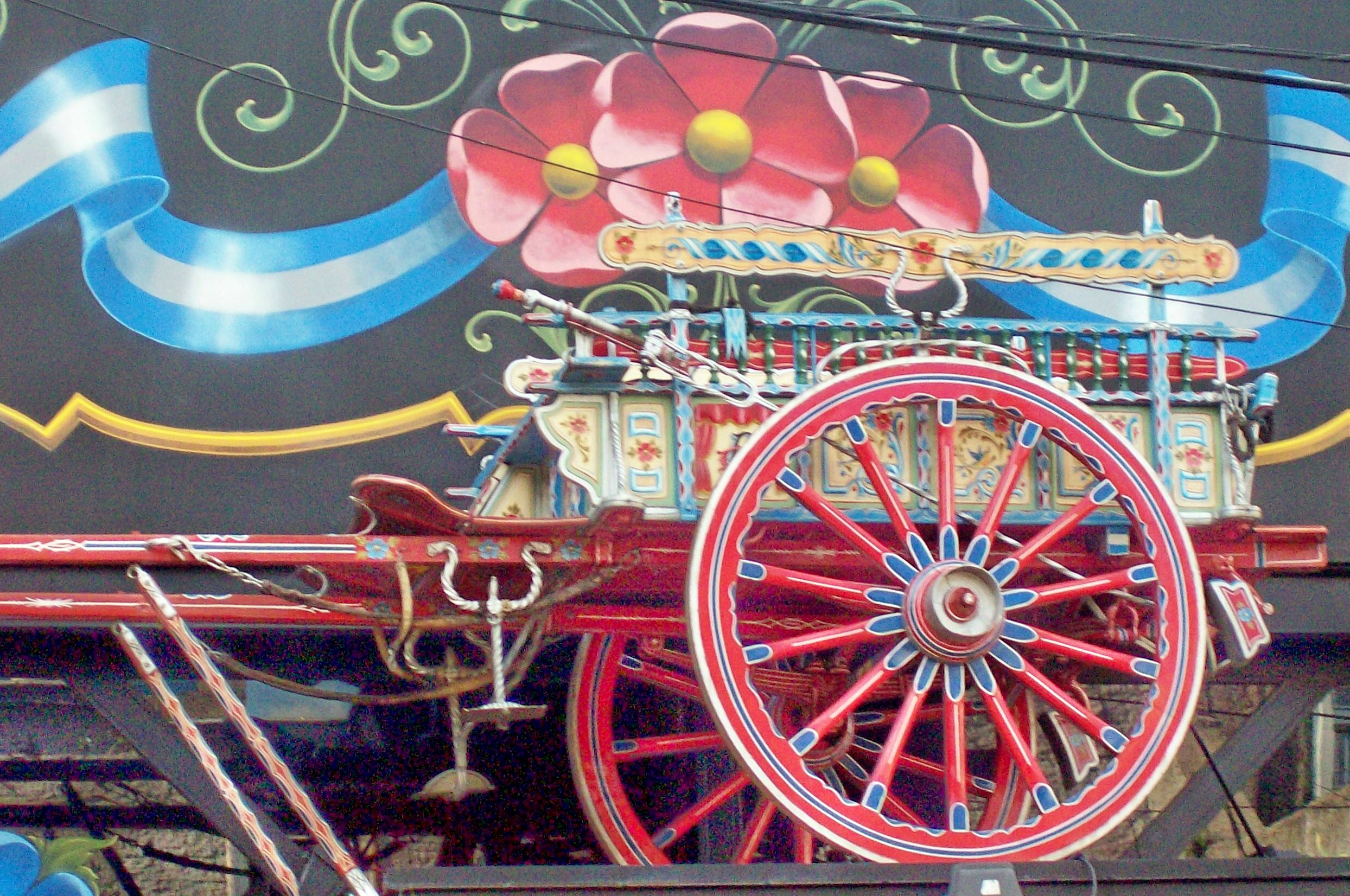